# Ярнемское сельское поселение
Ярнемское сельское поселение или муниципальное образование «Ярнемское» — упразднённое муниципальное образование со статусом сельского поселения в Плесецком муниципальном районе Архангельской области.
Административный центр — посёлок Улитино.
Соответствовало административно-территориальной единице в Плесецком районе — частично Ярнемскому сельсовету в составе его трёх населённых пунктов — посёлка Улитино, деревень Иг, Ярнема.
Законом Архангельской области от 26 апреля 2021 года № 412-25-ОЗ с 1 июня 2021 года упразднено в связи с преобразованием Плесецкого муниципального района в муниципальный округ.

## География
Муниципальное образование «Ярнемское» находится в восточной части Плесецкого района Архангельской области. На севере граничит с Чекуевским сельским поселением Онежского района.

## История
Муниципальное образование было образовано в 2004 году.
Постановлением Президиума Севкрайисполкома от 31 июля 1931 года, в состав Плесецкого района были включены три сельсовета упразднённого Чекуевского района: Городецкий, Посадный и Ярнемский. Указом ПВС РСФСР от 17.06.1954 года в один Посадный сельсовет были объединены Городецкий и Посадный сельсоветы. Решением Архангельского облисполкома от 5.01.1959 года был упразднён Кирилловский сельсовет, с включением его территории в состав Савинского и Ярнемского сельсоветов. Решением облисполкома от 1.07.1960 года был упразднён Ярнемский сельсовет с включением его территории в состав Посадного, Савинского и Оксовского сельских советов. Решением облисполкома от 12.09.1979 года в состав Плесецкого района включён Ярнемский сельсовет Онежского района.

## Население
| 2005 | 2010 | 2011 | 2012 | 2013 | 2014 | 2015 |
| ---- | ---- | ---- | ---- | ---- | ---- | ---- |
| 851  | ↘664 | ↗670 | ↘630 | ↘605 | ↘568 | ↘542 |
| 2016 | 2017 | 2018 | 2019 | 2020 | 2021 |      |
| ↘504 | ↘473 | ↘439 | ↘423 | ↘393 | ↘376 |      |

## Состав поселения
В состав поселения входят 3 населённых пункта:
- Иг
- Улитино
- Ярнема

### Карты
- Топографическая карта P-37-09_10.